# Yannick Maden
Yannick Maden (Stoccarda, 28 ottobre 1989) è un ex tennista tedesco.
Ha raggiunto per due volte i quarti di finale in singolare nel circuito maggiore e nelle prove del Grande Slam non è andato oltre il secondo turno all'Open di Francia 2019. I migliori ranking ATP sono stati il 96º in singolare nel giugno 2019 e il 375º in doppio nell'aprile 2019.
Ha vinto solo tornei del circuito ITF sia in singolare che in doppio, mentre nei tornei Challenger ha disputato sette finali in singolare e due in doppio senza vincerne alcuna.

## Statistiche

### Tornei minori

#### Singolare

##### Vittorie (8)
| Legenda tornei minori |
| Challenger (0)        |
| Futures (8)           |

##### Sconfitte (16)
| Legenda tornei minori |
| Challenger (7)        |
| Futures (9)           |

| N. | Data             | Torneo                                         | Superficie  | Avversario in finale | Punteggio     |
| 1. | 30 luglio 2017   | I. ČLTK Prague Open, Praga                     | Terra rossa | Andrej Martin        | 6(3)–7, 3–6   |
| 2. | 12 novembre 2017 | Internationaux de Vendée, Mouilleron-le-Captif | Cemento (i) | Elias Ymer           | 5–7, 4–6      |
| 3. | 22 luglio 2018   | The Hague Open, Scheveningen                   | Terra rossa | Thiemo de Bakker     | 2–6, 1–6      |
| 4. | 11 novembre 2018 | Internationaux de Vendée, Mouilleron-le-Captif | Cemento (i) | Elias Ymer           | 3–6, 6(5)–7   |
| 5. | 17 marzo 2019    | Challenger de Drummondville, Drummondville     | Cemento (i) | Ričardas Berankis    | 3–6, 5–7      |
| 6. | 24 marzo 2019    | Play In Challenger, Lilla                      | Cemento     | Grégoire Barrère     | 2–6, 6–4, 4–6 |
| 7. | 6 ottobre 2019   | Nur-Sultan Challenger, Nur-Sultan              | Cemento (i) | Illja Marčenko       | 6–4, 4–6, 3–6 |

#### Doppio

##### Vittorie (3)
| Legenda tornei minori |
| Challenger (0)        |
| Futures (3)           |

##### Sconfitte (4)
| Legenda tornei minori |
| Challenger (2)        |
| Futures (2)           |

| N. | Data              | Torneo                  | Superficie  | Compagno                 | Avversari in finale         | Punteggio      |
| 1. | 29 settembre 2018 | Open d'Orléans, Orléans | Cemento (i) | Tristan-Samuel Weissborn | Luke Bambridge Jonny O'Mara | 2–6, 4–6       |
| 2. | 22 febbraio 2020  | Koblenz Open, Coblenza  | Cemento (i) | Julian Lenz              | Sander Arends David Pel     | 6(4)–7, 6(3)–7 |